# Giovinezza
Юность (Giovinezza) — гимн итальянской Национальной фашистской партии. В годы правления Муссолини считалась неофициальным гимном Италии.

## Предыстория
Песня появилась вначале как студенческий гимн в 1909 году на музыку Джузеппе Бланка со словами Нино Оксилия, в ту пору девятнадцатилетнего студента, написанными в стиле поэзии голиардов. Песня называлась Il commiato («Прощание») и имела ностальгический характер: она была посвящена окончанию учёбы и расставанию с университетом. 
Песня была написана в Турине в майский вечер 1909 года в траттории Сусембрино на Виа По во время прощальной вечеринки для студентов-юристов Туринского университета. По просьбе группы  студентов Нино Оксилия начал сочинять текст песни, чтобы отпраздновать выпускной вечер, который для многих собравшихся означал конец юности и необходимость покинуть гостеприимный Турин, чтобы вернуться на родину.
Вместе с Оксилией в траттории находился его друг Джузеппе Блан, самодеятельный музыкант и композитор, отец которого заставил  его получить юридическое образование. Он сочинил музыку под эти стихи. 
Торжественная и грустная песня повествовала о конце беззаботной студенческой жизни, что означало неизбежное взятие на себя обязанностей взрослого человека, с последующей потерей радостей молодого возраста. Согласно современным исследованиям, песня была своего рода поэтическим ответом на стихотворение миланского поэта Эмилио Прага.
| Итальянский текст                                                                                      | Перевод                                                                                       |
| --- | --------------------------------------------------------------------------------------------- |
| Son finiti i giorni lieti degli studi e degli amori О compagni, in alto i cuori e il passato salutiam. | Прошли счастливые дни, Дни учёбы и любви, О, товарищи, в наших сердцах - Салют прошедшему!    |
| Giovinezza, giovinezza, primavera di bellezza! Della vita nell'asprezza, il tuo canto squilla e va!    | Молодость, молодость, Весна красоты! Среди жизни, полной испытаний, Твоя песня звонкая летит! |

Песня была популярна среди студентов Туринского университета, которые сразу же напечатали текст и музыку в 150 экземплярах. 
В 1911 году песня был вставлена в оперетту  «Прощай, молодость» на стихи Алессандро Де Стефани с музыкой Джузеппе Пьетри по одноименной комедии Сандро Камазио и Нино Оксилии.

## Гимн «отважных»
Песня приобрела популярность во время Первой Мировой Войны, с изменёнными куплетами, более соответствующими военным реалиям. Особенно популярной она стала среди солдат штурмовых подразделений (так называемых «arditi» — «отважных»). «Отважные» считали себя элитой армии, поскольку на их долю выпадали сложные и опасные задания.
После войны именно выжившие ардити стали базой для распространения идей фашизма. Именно они породили два главных фашистских символа — чёрный цвет рубашек (форма ардити для ночных операций) и песню «Джовинецца».
Текст песни на итальянском
Col pugnale e con le bombe
ne la vita del terrore,
quando l’obice rimbomba
non ci trema in petto il cuore
Nostra unica bandiera
sei di un unico colore,
sei una fiamma tutta nera
che divampa in ogni cuor
Giovinezza, giovinezza,
primavera di bellezza,
nel dolore e nell’ebbrezza
il tuo canto esulterà!
Là sui campi di battaglia
con indomito valore
quando fischia la mitraglia
andre contro l’oppressore.
Col pugnale stretto ai denti
attacchiamo con furore
alla morte sorridenti
pria d’andar al disonor!
Giovinezza, giovinezza,
… .

## Фашистский вариант
В дальнейшем она была использована как гимн «Национальной фашистской партии», но с новыми словами, написанными Готта. Впоследствии использовалась как официальный гимн Итальянской социальной республики.
Слова этого гимна во многом характеризуют суть идеологии итальянского фашизма: восторженный патриотизм сочетается с преклонением перед вождём, культом юности и силы. В гимне содержится призыв к единству всех итальянцев (корпоратизм по Муссолини) и тоталитаризму. Вместе с тем в гимне не звучит мотив смерти, характерный для гимна немецких нацистов Хорст Вессель и гимнов других фашистских партий.
| Оригинальный текст Salve o popolo d’Eroi Salve o patria immortale Son rinati i figli tuoi Con la fede e l’ideale Il valor dei tuoi guerrieri, La virtù dei pionieri La vision dell’Alighieri Oggi brilla in tutti i cuor. Refrain: Giovinezza, Giovinezza, Primavera di bellezza Della vita, nell’asprezza Il tuo canto squilla e va! Dell’Italia nei confini Son rifatti gli italiani; Li ha rifatti Mussolini Per la guerra di domani. Per la gloria del lavoro Per la pace e per l’alloro, Per la gogna di coloro Che la patria rinnegar. Refrain. I Poeti e gli artigiani I signori e i contadini Con orgoglio d’italiani Giuran fede a Mussolini. Non v'è povero quartiere Che non mandi le sue schiere Che non spieghi le bandiere Del fascismo redentor. |

Вольный русский перевод
Слава нации героев,
Слава родине бессмертной!
Вновь сынам твоим суровым
Близок идеал заветный,
Римлян храбростью живою,
Гвельфов верностью святою,
Данте светлою мечтою
Вновь исполнены сердца.

Припев:
Юность, юность, время счастья, -
Переменам сопричастна,
Как весна, всегда прекрасна,
Ты шагаешь и поешь!

Возродились итальянцы,
И в Италии отныне
Нет того, кто б не поднялся
По призыву Муссолини,
Чтобы до победы биться,
Чтобы доблестно трудиться,
Чтоб заставить поплатиться
Тех, кто родину предал.

Припев.
Дворянин, поэт, крестьянин
И рабочий в блузе синей -
Каждый честный итальянец
Присягает Муссолини.
Даже бедняки окраин
Путь свободы выбирают
И плечом к плечу шагают,
Стяг фашизма развернув.
Припев.
(Перевод Я. С. Семченкова)

## Прослушать
- Две редких версии Giovinezza
- Italian Social Republic/República Social Italiana (1943—1945)
- МР3
- Midi